# Tyler Arnason
Tyler Lawrence Arnason (* 16. März 1979 in Oklahoma City, Oklahoma) ist ein ehemaliger kanadisch-US-amerikanischer Eishockeyspieler, der im Verlauf seiner aktiven Karriere zwischen 1996 und 2011 unter anderem 500 Spiele für die Chicago Blackhawks, Ottawa Senators und Colorado Avalanche in der National Hockey League auf der Position des Centers bestritten hat. Arnason erhielt vor allem zu Beginn seiner Profikarriere zahlreiche persönliche Auszeichnungen, darunter die Berufungen ins AHL All-Rookie Team und NHL All-Rookie Team. Sein Vater Chuck Arnason war ebenfalls professioneller Eishockeyspieler und in der NHL aktiv.

## Karriere

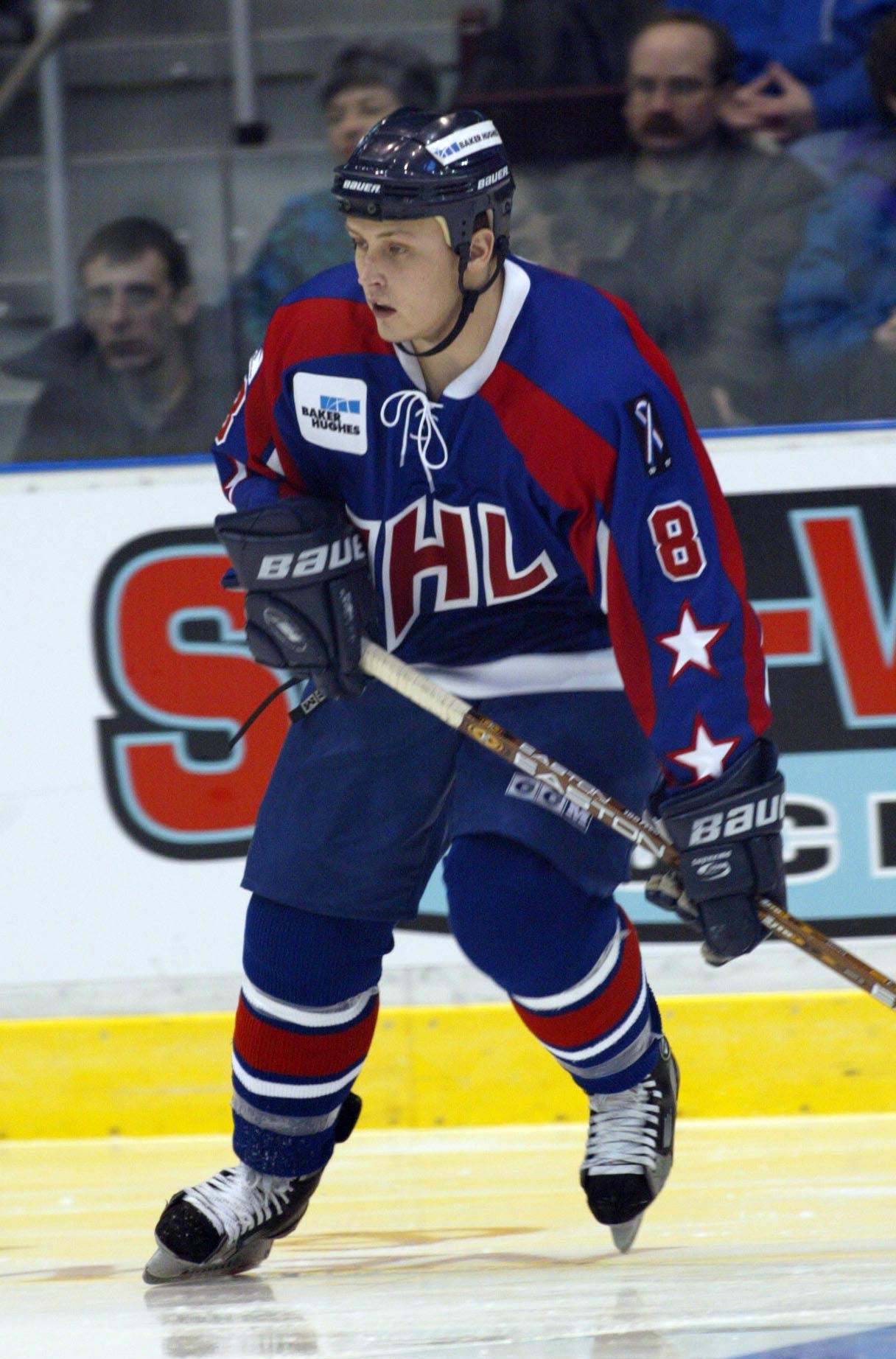
Arnason beim AHL All-Star Classic 2002

Arnason wurde in Oklahoma City geboren, da sein Vater in dieser Zeit für die Oklahoma City Stars in der Central Hockey League auf dem Eis stand, wuchs dann aber im kanadischen Winnipeg in der Provinz Manitoba auf. Da der Sohn kanadischer Eltern in den Vereinigten Staaten geboren wurde, besitzt er sowohl die kanadische als auch die US-amerikanische Staatsbürgerschaft.
Der 1,80 m große Center spielte zunächst in verschiedenen Juniorenligen, während seiner Collegezeit stand er für die St. Cloud State University in der Western Collegiate Hockey Association, einer Liga im Spielbetrieb der National Collegiate Athletic Association, auf dem Eis. Beim NHL Entry Draft 1998 wurde der Linksschütze schließlich als 183. in der siebten Runde von den Chicago Blackhawks ausgewählt (gedraftet).
Schon in der Saison 2001/02 wurde der Angreifer von den Blackhawks in der National Hockey League eingesetzt, zwar spielte er auch für das Chicago-Farmteam, die Norfolk Admirals, in der American Hockey League, doch schon nach der Spielzeit gehörte Arnason zum Stammkader des NHL-Franchises. Während des Lockouts in der Spielzeit 2004/05 spielte der Stürmer für Brynäs IF in der schwedischen Elitserien und wurde dann im März 2006 von den Blackhawks im Tausch gegen Brandon Bochenski und einen Zweitrunden-Draftpick zu den Ottawa Senators transferiert. Dort konnte sich Arnason jedoch nicht durchsetzen und verletzte sich zudem, sodass er nicht an den Play-offs teilnehmen konnte. Als Folge dessen wurde der Kanadier von den Senators freigestellt, sodass ihn die Colorado Avalanche nach der Saison als Free Agent verpflichteten.
In den folgenden drei Jahren spielte er für die Avalanche in der NHL, bevor er im Sommer 2009 einen Vertrag bei den New York Rangers unterschrieb. Diese setzten ihn in der AHL beim Hartford Wolf Pack ein. Anfang November 2009 entschied sich Arnason für einen Wechsel nach Europa und unterschrieb einen Vertrag bei Dinamo Riga. Dort erhielt er nach der Saison 2009/10 keinen neuen Vertrag und war zunächst vereinslos. Im Oktober 2010 wechselte Arnason in die Schweiz zum EHC Biel, erhielt jedoch nur einen Vertrag über einen Monat.
Arnason wurde im November 2010 vom EHC Visp bis zum Ende der Saison 2010/11 verpflichtet. Nach einem Benefizspiel gegen den SC Bern und einem Meisterschaftsspiel gegen den HC La Chaux-de-Fonds wurde Arnason auf Grund einer Ausstiegsklausel in seinem Vertrag wieder freigestellt. Im Januar 2011 wurde er vom finnischen Erstligisten Espoo Blues unter Vertrag genommen. Nach acht Spielen wurde sein Vertrag Ende Februar 2011 auf eigenen Wunsch hin aufgelöst und Arnason kehrte zurück nach Nordamerika. Im Oktober 2011 absolvierte er ein Try-Out bei den Texas Stars, für die er sieben AHL-Spiele absolvierte. Noch im selben Monat beendete er allerdings sein Engagement in Cedar Park.

## Erfolge und Auszeichnungen
| - 1997 MJHL Rookie of the Year - 1998 USHL First All-Star Team - 1999 WCHA All-Rookie Team - 2000 WCHA Second All-Star Team - 2001 Broadmoor-Trophy-Gewinn mit der St. Cloud State University - 2001 WCHA Tournament MVP - 2002 Teilnahme am AHL All-Star Classic | - 2002 Dudley „Red“ Garrett Memorial Award - 2002 AHL All-Rookie Team - 2002 NHL-Rookie des Monats Oktober - 2002 NHL-Rookie des Monats Dezember - 2003 Teilnahme am NHL YoungStars Game - 2003 NHL All-Rookie Team |

## Karrierestatistik

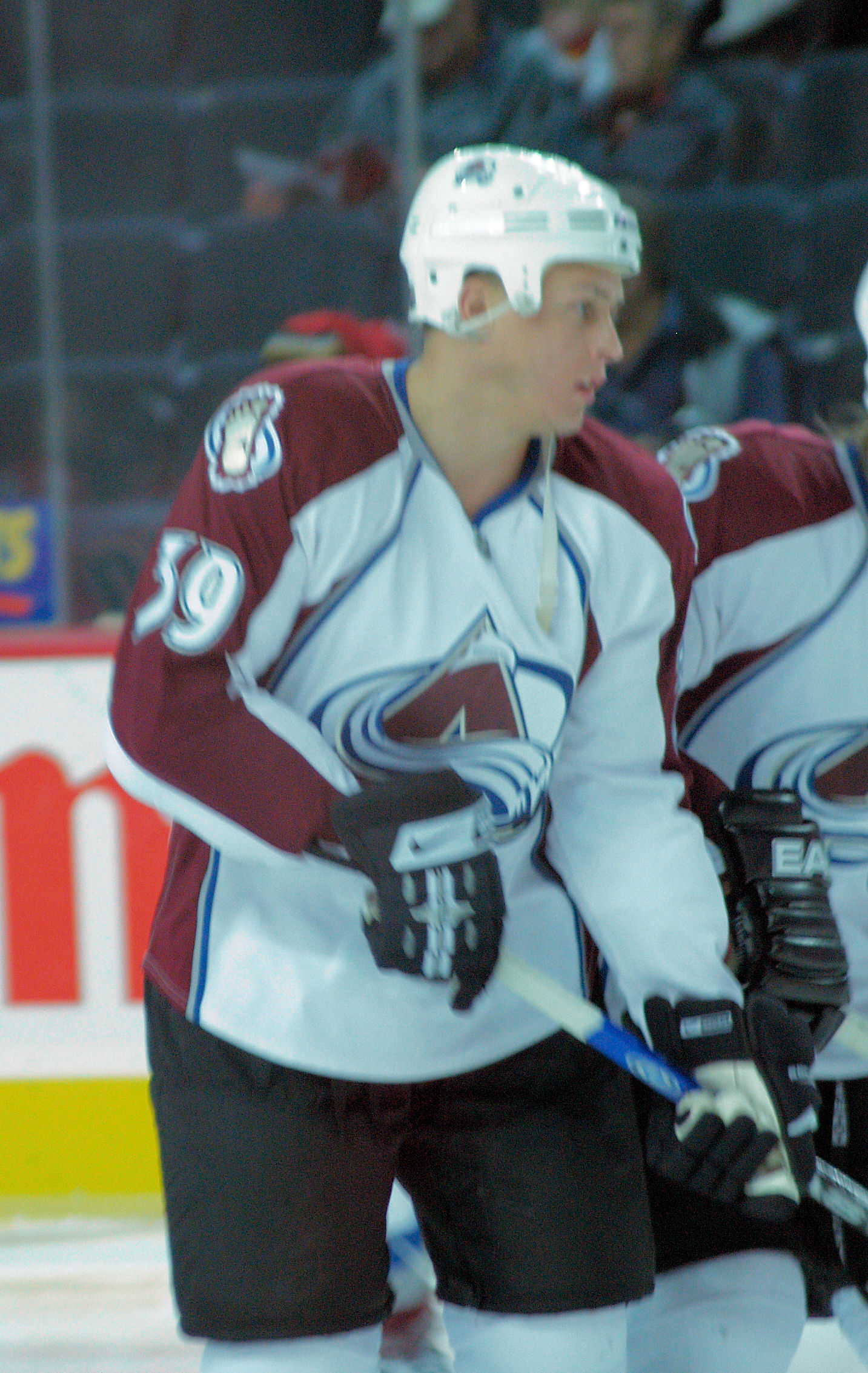
Arnason im Trikot der Colorado Avalanche

### International
Vertrat die USA bei:
- Weltmeisterschaft 2007

(Legende zur Spielerstatistik: Sp oder GP = absolvierte Spiele; T oder G = erzielte Tore; V oder A = erzielte Assists; Pkt oder Pts = erzielte Scorerpunkte; SM oder PIM = erhaltene Strafminuten; +/− = Plus/Minus-Bilanz; PP = erzielte Überzahltore; SH = erzielte Unterzahltore; GW = erzielte Siegtore; 1 Play-downs/Relegation; Kursiv: Statistik nicht vollständig)